# Шайба (месторождение)
Шайба — гигантское нефтегазовое месторождение в Саудовской Аравии. Расположено в восточной части Восточной провинции, около города Шейба. Открыто в 1968 году. Освоение началось в 1998 году. Геологические запасы нефти — 2,9 млрд тонн, природного газа — 706 млрд м³.
Нефтеносность связана с отложениям юрского возраста. Залежи находятся на глубине 1,2—2,0 км. Плотность нефти — 0,8155 г/см³. Нефть практически не содержит серы и характеризуется высоким содержанием бензиновых фракций.
Оператором месторождения является саудовская национальная нефтяная компания Saudi Aramco. Добыча нефти за 2016 год составляла 50 млн тонн.